# Jerwonice
Jerwonice [pronunciación en polaco: /jɛrvɔˈnit͡sɛ/] es un pueblo ubicado en el municipio (gmina) de Lutomiersk, en el distrito de Pabianice, voivodato de Łódź, Polonia. Según el censo de 2011, tiene una población de 190 habitantes.
Está situado aproximadamente a 7 kilómetros al noroeste de Lutomiersk, a 24 kilómetros al noroeste de Pabianice, y a 25 kilómetros al oeste de la capital regional, Łódź.